# Gran Premi de Mèxic del 1986
Resultats del Gran Premi de Mèxic de Fórmula 1 de la temporada 1986, disputat al circuit de Ciutat de Mèxic el 12 d'octubre del 1986.

## Resultats
| Pos | No | Pilot              | Equip                    | Voltes | Temps/ Retirada | Pos. de sortida | Punts |
| --- | -- | ------------------ | ------------------------ | ------ | --------------- | --------------- | ----- |
| 1   | 20 | Gerhard Berger     | Benetton - BMW           | 68     | 1h 33' 19. 3    | 4               | 9     |
| 2   | 1  | Alain Prost        | McLaren - TAG            | 68     | + 25.438 s      | 6               | 6     |
| 3   | 12 | Ayrton Senna       | Lotus - Renault          | 68     | + 52.513 s      | 1               | 4     |
| 4   | 6  | Nelson Piquet      | Williams - Honda         | 67     | + 1 Volta       | 2               | 3     |
| 5   | 5  | Nigel Mansell      | Williams - Honda         | 67     | + 1 Volta       | 3               | 2     |
| 6   | 26 | Philippe Alliot    | Ligier - Renault         | 67     | + 1 Volta       | 10              | 1     |
| 7   | 18 | Thierry Boutsen    | Arrows - BMW             | 66     | + 2 Voltes      | 21              |       |
| 8   | 23 | Andrea de Cesaris  | Minardi - Motori Moderni | 66     | + 2 Voltes      | 22              |       |
| 9   | 17 | Christian Danner   | Arrows - BMW             | 66     | + 2 Voltes      | 20              |       |
| 10  | 14 | Jonathan Palmer    | Zakspeed                 | 65     | Sense gasolina  | 18              |       |
| 11  | 3  | Martin Brundle     | Tyrrell - Renault        | 65     | + 3 Voltes      | 16              |       |
| 12  | 28 | Stefan Johansson   | Ferrari                  | 64     | Turbo           | 14              |       |
| 13  | 7  | Riccardo Patrese   | Brabham - BMW            | 64     | Accident        | 5               |       |
| 14  | 24 | Alessandro Nannini | Minardi - Motori Moderni | 64     | + 4 Voltes      | 24              |       |
| 15  | 25 | René Arnoux        | Ligier - Renault         | 63     | Motor           | 13              |       |
| 16  | 22 | Allen Berg         | Osella - Alfa Romeo      | 61     | + 7 Voltes      | 26              |       |
| Ret | 11 | Johnny Dumfries    | Lotus - Renault          | 53     | Part elèctrica  | 17              |       |
| Ret | 8  | Derek Warwick      | Brabham - BMW            | 37     | Motor           | 7               |       |
| Ret | 15 | Alan Jones         | Lola - Ford              | 35     | Neumàtics       | 15              |       |
| Ret | 2  | Keke Rosberg       | McLaren - TAG            | 32     | Neumàtics       | 11              |       |
| Ret | 27 | Michele Alboreto   | Ferrari                  | 10     | Turbo           | 12              |       |
| Ret | 21 | Piercarlo Ghinzani | Osella - Alfa Romeo      | 8      | Turbo           | 25              |       |
| Ret | 4  | Philippe Streiff   | Tyrrell - Renault        | 8      | Turbo           | 19              |       |
| Ret | 19 | Teo Fabi           | Benetton - BMW           | 4      | Motor           | 9               |       |
| Ret | 16 | Patrick Tambay     | Lola - Ford              | 0      | Accident        | 8               |       |

## Altres
- Pole: Ayrton Senna 1' 16. 990

- Volta ràpida: Nelson Piquet 1' 19. 360 (a la volta 64)